# Thermoproteales
Las termoproteales (Thermoproteales) son un orden de arqueas del filo Thermoproteota. Son microorganismos que viven a un pH neutro o ligeramente ácido. Su temperatura óptima de crecimiento es de 85-100 °C y la máxima de 95-104 °C. A excepción de Pyrobaculum aerophilum que es aerobio, los demás son anaerobios estrictos. La mayoría se encuentran en manantiales calientes continentales, pero Pyrobaculum aerophilum vive en fuentes hidrotermales del fondo oceánico.
En general, son heterótrofos que obtienen la energía que necesitan mediante la reducción del azufre a sulfuro de hidrógeno (H2S) usando compuestos orgánicos como substratos, pero algunos también pueden crecer qumiolitotróficamente usando hidrógeno (H2) como donador de electrones para la reducción del azufre. En contraste, Pyrobaculum aerophilum es inhibido por la presencia de azufre y crece autotróficamente por la oxidación de hidrógeno o tiosulfato, usando nitratos o nitritos como receptores de electrones, o heterotróficamente usando compuestos orgánicos en presencia de nitratos.